# Tore Strandberg
Tore Wilhelm Olof Strandberg, född den 14 februari 1896 i Örebro, död den 28 juli 1957 i Stockholm, var en svensk jurist. Han var son till Carl Strandberg, systerson till Carl Abraham Hellström och far till Carl Strandberg.
Strandberg avlade  juris kandidatexamen i Uppsala 1918. Han blev extra ordinarie notarie i Svea hovrätt samma år, tillförordnad fiskal där 1924, extra ordinarie assessor 1926, assessor 1927, tillförordnad revisionssekreterare 1932, hovrättsråd 1935, revisionssekreterare 1936 och justitieråd 1942. Som sekreterare hos processakkunniga tjänstgjorde han år 1931 och övergick följande år till motsvarande syssla i processlagberedningen. Ledamot där var han under åren 1935–1942. Åren 1939–1942 innehade han även uppdraget som ordförande i interneringsnämnden. Under 1942 var han tillika sekreterare i det särskilda riksdagsutskott som hade att behandla rättegångsreformen. Medutgivarskap i Nytt Juridiskt Arkivs Avdelning I tillträdde han med dess årgång 1943 och lämnade det – av hälsoskäl – med årgången 1955. Strandberg utgav också Nya rättegångsbalken med kommentar (tillsammans med Natanael Gärde med flera, 1949). Han är begravd på Norra begravningsplatsen utanför Stockholm.

## Utmärkelser
- Kommendör med stora korset av Nordstjärneorden, 11 november 1952.[2]